# Jimmy Salcedo
Jaime Alberto Salcedo Tafache, más conocido como Jimmy Salcedo (Barranquilla, 9 de marzo de 1944-Bogotá, 27 de octubre de 1992) fue un cantante, pianista, director de orquesta, humorista y presentador de televisión colombiano de ascendencia siria.

## Primeros años
Nacido en Barranquilla, muy niño se radicó en Mompox, Bolívar. Tenía 3 hermanos: Tony, Javier y "Pepillo" Salcedo, además un medio hermano, Giovanni Rosanía. Posteriormente, dejó Mompox para desarrollar sus habilidades musicales que mezclaba con chistes en los bares de Barranquilla, lo que lo convirtió en famoso a temprana edad. Pronto fue descubierto por el cantante Billy Pontoni en Bogotá para sus conciertos en distintos bares de la ciudad. 
Posteriormente, Salcedo se unió a su primera banda musical los Be-Bops de Carlos Acosta D'Lima y Álvaro Serrano Calderón, con la que se fue de gira por Europa durante algunos años. De vuelta en Bogotá, fundó la banda La Onda Tres, de corte tropical.
Su primera aparición en la televisión colombiana fue gracias a que los directivos de la programadora Punch lo designaron director de su programa Mano a Mano Musical (1970), que también incluía entrevistas. 
Posteriormente, fundó su propia programadora, Do Re Creativa Televisión, que lo convirtió en plataforma de entretenimiento musical con la teleaudiencia.

## El Show de Jimmy
En 1971 creó el programa musical y humorístico que lo haría famoso (y que duraría hasta su muerte), el Show de Jimmy, el cual alternaba presentaciones de cantantes nacionales y extranjeros con sketches humorísticos, con actores como Hernando "El Culebro" Casanova. El Show de Jimmy recibió Premios India Catalina en 1988 y 1990.

## Filmografía
| Año         | Título                                          | Cargo                                   | Notas                                                             |
| ----------- | ----------------------------------------------- | --------------------------------------- | ----------------------------------------------------------------- |
| 2017        | El Culebro: La historia de mi papá              | Él mismo                                | Material de Archivo. Documental sobre el actor Hernando Casanova. |
| 2015        | Colombia en el espejo: 60 años de la Televisión | Él mismo                                | Material de Archivo. Documental de Caracol Televisión.            |
| 2008        | Colombia Vive                                   | Él mismo                                | Material de Archivo. Documental de Caracol Televisión.            |
| 1971 - 1989 | El Show de Jimmy                                | Director / Productor / Actor/Humorista. |                                                                   |
| 1970        | Mano a Mano Musical                             | Director                                |                                                                   |

## Discografía

### Los Be-Bops
- Los Be-Bops (1966)

### Jimmy Salzedo y la Onda Tres
- Jimmy Salcedo y su Onda Tres (II) (1972)
- Jimmy Salcedo y su Onda Tres (III) (1973)
- Jimmy Salcedo y su Onda Tres (V) (1977)
- Jimmy Vallenato (1978)
- Para Siempre Jimmy (1990)*
- El mundo de Jimmy Salcedo y su Onda Tres (2022)*

*Lanzamientos póstumos. 

## Vida personal
Salcedo se casó con María Cristina Caicedo en 1980.  La relación duró 8 años y muchos afirman que su separación lo llevó a ser un hombre solitario y alcohólico.  Sin embargo, sostuvo una relación extramatrimonial con Sonia Pardo en 1976, dando como resultado el único heredero de Salcedo, Jorge Andrés Salcedo Pardo.  A pesar de esto, Sonia tuvo que emprender un proceso legal para que se reconociera a su hijo, como heredero único de Jimmy Salcedo, así que en 1993 el cuerpo del artista fue exhumado para realizar pruebas de ADN. Y efectivamente se determinó la paternidad.

## Muerte
El 30 de octubre de 1989 fue hallado inconsciente en su apartamento a causa de un coma diabético por su medio hermano Giovanni Rosanía, inmediatamente fue trasladado a una clínica, donde mostró signos de estabilidad pero no de mejoría. Tras permanecer en estado de coma por casi tres años, falleció hacia las 7 de la mañana del 27 de octubre de 1992 debido a una bronconeumonía derivada de su condición como diabético y sus problemas neurológicos.

## Legado
En 1991 se lanzó el disco larga duración "Por Siempre Jimmy", una recopilación de sus éxitos y canciones, con arreglos musicales de Willy Newbal uno de los músicos de la Onda Tres. El Show de Jimmy salió del aire el 20 de noviembre de 1993.
En 2011, el locutor Ley Martin interpretó a Jimmy Salcedo en una novela sobre Joe Arroyo producida por RCN, y lo mismo en 2015 en la telenovela basada en la vida de 
Diomedes Díaz también producida por RCN.